# Medalha Waldo E. Smith
A  Medalha Waldo E. Smith  é uma recompensa científica concedida pela União Geofísica Americana. É concedida a cada dois anos para aqueles que desempenharam papéis relevantes de liderança em diversas áreas como associações científicas, educação, legislação, pesquisa, gerência e filantropia, e cujas realizações ajudaram substancialmente no fortalecimento do avanço das ciências geofísicas.
A medalha foi instituída em 1982 em homenagem ao especialista em hidrologia e engenheiro civil norte-americano Waldo E. Smith (1900-1994), primeiro diretor executivo da entidade, pelas suas contribuições e esforços  extraordinários em promover a geofísica no cenário nacional e internacional. Smith foi o primeiro ganhador da medalha (1983). 

## Laureados
- 1983 – Waldo E. Smith
- 1986 – Thomas F. Malone
- 1988 – Philip Hauge Abelson
- 1990 – Naoshi Fukushima
- 1992 – Earl George Droessler
- 1994 – Cecil H. Green
- 1996 – Ned Ostenso
- 1998 – Margaret A. Shea
- 2000 – Rosina Bierbaum
- 2002 – Ivan I. Mueller
- 2004 – J. Michael Hall
- 2006 – John Atkinson Knauss
- 2008 – Harsh K. Gupta
- 2010 – A. F. Spilhaus, Jr.